# Goudelin
Goudelin – miejscowość i gmina we Francji, w regionie Bretania, w departamencie Côtes-d’Armor.
Według danych na rok 1990 gminę zamieszkiwało 1258 osób, a gęstość zaludnienia wynosiła 55 osób/km² (wśród 1269 gmin Bretanii Goudelin plasuje się na 488. miejscu pod względem liczby ludności, natomiast pod względem powierzchni na miejscu 428.).